# إيمرسون جريناواي
إيمرسون جريناواي (بالإنجليزية: Emerson Greenaway)‏ هو أمين مكتبة أمريكي، ولد في 25 مايو 1906 في ماساتشوستس في الولايات المتحدة، وتوفي في 8 أبريل 1990 في نيو لندن في الولايات المتحدة.